# Limnophila reverenda
Limnophila reverenda är en tvåvingeart som beskrevs av Alexander 1927. Limnophila reverenda ingår i släktet Limnophila och familjen småharkrankar. Inga underarter finns listade i Catalogue of Life.